# Терра-Шан
Терра-Ша (порт. Terra Chã)  —  район (фрегезия) в Португалии,  входит в округ Азорские острова. Расположен на острове Терсейра. Является составной частью муниципалитета  Ангра-ду-Эроижму. Население составляет 2783 человека на 2001 год. Занимает площадь 10,48 км².
Покровителем района считается Дева Мария (порт. Maria).